# Déserts (Varèse)
Pour les articles homonymes, voir Désert (homonymie).
Déserts est une œuvre de musique mixte pour orchestre et bandes magnétiques composée par Edgar Varèse en 1954. Elle dure environ vingt-cinq minutes.

## Préambule
Depuis ses débuts de compositeur (vers 1915), Edgar Varèse était certain que l'électronique et les machines accompagneraient l'homme à la recherche d'un nouveau langage musical. Pensée visionnaire car il fallut attendre la fin des années 1940 et l'invention de la musique concrète (grâce notamment aux efforts de Pierre Schaeffer en France) d'une part, et celle, de la musique électronique (dont Karlheinz Stockhausen en Allemagne est l'un des plus éminents créateurs) d'autre part, pour que naisse une musique ne venant pas d'un instrument ou d'une voix mais d'une autre provenance. La musique concrète consiste en des sons et bruits enregistrés qui sont ensuite compilés, mélangés, mixés et réarrangés tout d'abord sur disque souple puis sur la bande magnétique à partir de 1951. La Symphonie pour un homme seul (1950) de Pierre Schaeffer et Pierre Henry en est un bon exemple. La musique électronique emploie, elle, des sons « artificiels », qui n'existent pas dans la nature, grâce, à l'époque, au générateur de fréquence et au modulateur en anneaux (aujourd'hui remplacés avantageusement par l'ordinateur). Glissandi (1957) de György Ligeti en donne une idée.
Presque immédiatement après leur naissance, ces musiques fusionnèrent pour former la musique acousmatique (depuis le début des années 1970, on préfère ce terme à celui d'électroacoustique) qui, tout en assumant l'absence d'instrumentistes sur scène, offrait un espace sonore et musical élargi. Il s'agissait alors de convaincre le public de se déplacer, puisque l'enregistrement de l'œuvre fixée sur un support audio suffisait seul à la faire entendre sur des haut-parleurs. C'est alors que, dans les années 1950, naquirent divers dispositifs de spatialisation plus ou moins complexes et que, dans le même temps, des œuvres de musique « mixte » virent le jour, mêlant parties instrumentales jouées en direct et partie électroacoustique fixée sur support.
Varèse, dont les idées et les œuvres instrumentales étaient celles d'un véritable précurseur, avait pressenti cela trente ans auparavant. On a pu dire que, si l'électronique avait existé en 1916, il aurait été le seul musicien capable de s'en servir. Pourtant, il n'aborda le travail en studio qu'à deux reprises, en 1954 pour Déserts et en 1958 pour Poème électronique.

## Composition
Déserts est l'une des toutes premières œuvres du genre mixte
. Varèse acheva de composer la partition en 1954, pour 14 instruments à vent, 5 percussions, 1 piano et un dispositif électro-acoustique. Pour Déserts, le compositeur, qui avait toujours témoigné un grand intérêt pour les mathématiques, organise des interpolations de son organisé, qui interviennent à trois reprises et alternent avec les instruments traditionnels. Ceux-ci jouent une musique vive, dure, parfois brutale, furieuse et mystérieuse, tout à fait dans l'esprit de Varèse.
Les bruits primitifs des interpolations avaient déjà été enregistrés à Philadelphie, essentiellement des bruits urbains ou d'usines. Varèse dut cependant demander de l'aide à un pionnier de la musique concrète, Pierre Henry, pour « mélanger » les bruits des bandes. On peut ajouter que les interpolations de la création furent révisées et améliorées par la suite par le compositeur.
Comme toujours chez Varèse, la composition musicale précède le titre. Il aurait choisi le nom sibyllin de Déserts car c'est un « mot magique qui suggère des correspondances à l'infini ». Le projet du compositeur, en revanche, précédait de plusieurs années l'achèvement de la partition. Henry Miller avait relevé, dès 1945, une phrase que lui confiait le compositeur : « Je voudrais faire quelque chose qui donne l'impression du désert de Gobi » alors qu'il travaillait sur un projet (resté inachevé) : Espace.

## Création
La création eut lieu au Théâtre des Champs-Élysées le 2 décembre 1954 avec Pierre Henry à la console de projection du son et l'Orchestre national de France dirigé par Hermann Scherchen. Scherchen, prudent, et sachant bien que l'œuvre était risquée à jouer devant un public qui ne goûtait que très peu à la musique contemporaine, avait décidé de l'encadrer par deux œuvres classiques: la Grande Ouverture en si bémol majeur (apocryphe) de Mozart et la Symphonie Pathétique de Tchaikovski. Scherchen pensait ainsi atténuer la possible réaction du public devant une œuvre si révolutionnaire. Il se disputa d'ailleurs avec Varèse sur ce sujet qui aurait préféré qu'Anton Webern fût à l'honneur et non Mozart (qu'il n'aimait pas) et Tchaïkovski (qu'il haïssait).
Il eût été suicidaire d'exécuter une telle œuvre d'un compositeur largement inconnu en France (Varèse, bien que français, avait longtemps vécu aux États-Unis) sans la présenter au préalable pour qu'elle soit mieux comprise. Une partie du public pensait d'ailleurs avoir affaire à un compositeur italien du XVIIIe siècle. Ce fut Pierre Boulez, alors âgé de 29 ans, qui se chargea de rédiger une telle introduction, approuvée par le compositeur.
Le soir du 2 décembre, devant quinze cents personnes, dont quelques personnalités comme André Malraux, Scherchen salue le public, et plusieurs centaines de milliers d'auditeurs français (le concert était radiodiffusé en direct) écoutent le public applaudir l'Ouverture de Mozart. Boulez dit ses déclarations puis vient la création de Déserts — et l'un des scandales les plus impressionnants de toute l'histoire de la musique.
Dès les premières notes, le public est déconcerté. Quelques auditeurs sifflent bientôt et déjà les huées pointent de toutes parts, mais lorsque arrive la première interpolation de « son organisé », la salle se déchaîne. Pierre Henry, aux potentiomètres, a beau augmenter le volume au maximum, le vacarme du public redouble : il rugit, hurle, pousse des cris d'animaux, demande le renvoi de Scherchen et surtout d'Henry, éreinte le compositeur et c'est à peine si l'on entend le moindre son (orchestral ou enregistré). Des protestations et des applaudissements répondent aux injures, par vagues, et une bagarre générale éclate. Le chef, imperturbablement, dirige l'œuvre jusqu'au bout. La musique s'effondre, malgré ses efforts, sous les cris de protestation d'un public survolté et sous les railleries des plus virulents d'entre eux.
Un tel scandale n'avait plus été vu depuis la mémorable création du Sacre du Printemps de Stravinsky le 29 mai 1913, qui avait été donné dans cette même salle du Théâtre des Champs-Élysées. À la fin de la pièce, sous les quolibets et injures, on demande le renvoi de Henry et de Scherchen, mais celui-ci sauve la mise en enchaînant avec la « Pathétique » tandis que Varèse, furieux « comme un taureau de Camargue, respirant l'air de la nuit », quitte la salle en compagnie de sa future biographe, Odile Vivier, et rejoint Iannis Xenakis qui ne les avait pas accompagnés pour pouvoir enregistrer le concert en direct.
Le lendemain, Varèse est massacré par la presse. Parmi les relevés des journaux, plus ou moins féroces, un critique écrit : « Ce M. Varèse devrait être fusillé séance tenante. C'est le Dominici de la musique ! Et puis non, ça ferait encore du bruit, il serait trop content. C'est la chaise électrique qui convient à cet « électrosymphoniste »… ». Un autre critique déclare : « Edgard Varèse, l'homme qui intègre à sa musique les bruits de notre temps, a intégré à son œuvre Déserts les bruits de l'émeute que soulève son audition. Car tel est, aux États-Unis comme en France, le propre de l’œuvre du compositeur : elle soulève les passions. » Quant à Hermann Scherchen, il lui fut désormais interdit de diriger quoi que ce soit à Paris.
La réponse de Varèse ne se fait pas attendre. Interviewé à la radio par Georges Charbonnier, il déclare comprendre qu'on puisse ne pas aimer sa musique, mais qu'il aurait fallu pouvoir l'écouter avant de la critiquer si violemment : « Pour la vomir, qu'ils l'aient avalée d'abord ! ». Il dira aussi, en réponse aux critiques et de manière plus générale : « On peut dire que, jusqu'à nos jours, la France a eu de grands musiciens. Mais elle n'a jamais eu de public musical,. »
Immédiatement après la création parisienne, Déserts était créé à Stockholm sous la direction de Bruno Maderna, en présence du compositeur, et obtenait un grand succès auprès du public, avant d'entamer une tournée de concerts aux États-Unis. Varèse pouvait affirmer avec raison : « Aux États-Unis, comme en France, comme partout, il y a des gens qui l'aiment et il y en a qui ne l'aiment pas. Mais tout l'élément jeune l'aime… »

## Instrumentation
| Instrumentation de Désert pour orchestre et bandes magnétiques                                                                |
| Bois |
| 1 piccolo, 1 flûte, 1clarinette (si bémol), une clarinette basse                                                              |
| Cuivres |
| 2 cors, 3 trompettes, 3 trombones, 2 tubas                                                                                    |
| Clavier |
| Piano |
| Percussions |
| 16 tambours, vibraphone, cloches tubulaires, xylophone, glockenspiel claves, güiro, maracas, block chinois, tambour (en bois) |
| Accessoires |
| Bandes magnétiques de son organisé                                                                                            |

## Citation
« Déserts devrait prendre place au premier rang de la musique contemporaine. Honneur au mérite de ce Brancusi de la musique (Stravinsky) »